# 정종원
정종원 (1896년 5월 22일 ~ 1977년 3월12일)은 조흥은행 5대 행장이다. 동아일보 창간발기인으로 참여했고 대한아이스하키협회 4대 회장도 역임했다. 1960년 불교단체인 법시사를 창립한 뒤 1990년까지 발행된 불교 전문 잡지 법시의 초대 발행인이었다. 일제 강점기에는 경상남북도에서 공직생활을 거쳐 평안남도에서 군수를 역임했다. 그의 부친은 정재학 대구은행 - 경상합동은행 행장으로 일제하 27년간 행장 직을 유지했다. 또한 그의 조카인 정운용은 해방 후 첫 조흥은행 행장으로 선임된 바 있다.

## 생애
1918년 일본 니혼대학 법학과 전문부를 졸업한 뒤 귀국하여 식민지 시절 중앙은행 역할을 했던 조선은행에 잠시 몸담았다. 당시 그는 가업인 은행업을 염두에 두고 성실히 근무했다. 후일 조흥은행 임원을 거쳐 행장에 오르게 된다.
그는 일본유학 시절 지인들이었던 동아일보 핵심경영진들과의 인연으로 1920년 4월1일 창간한 동아일보 지령 1호에 창간발기인으로 이름을 올렸다. 당시 지면에는 그의 개명전 이름인 정충원으로 기록됐다.
정종원은 잠시 부친의 간곡한 권유를 받아들여 관직의 길로 들어서기도 했다. 1922년부터 1941년까지 19년간 경상도 일대와 평안남도에서 경찰 요직을 거쳤다. 이어 1941년부터 1943년까지 평안남도에서 성천군수, 순천군수를 역임하고 해방을 맞이했다.
이후 1947년 조흥은행 취체역(이사)으로 선임된 뒤 1956년부터 516군사혁명 직전인 1961년 4월말까지 조흥은행 행장자리를 지켰다. 정종원은 한때 그의 조카인 해방후 첫 조흥은행장인 정운용과 함께 부친 정재학의 뒤를 이어 조흥은행 대주주의 자리를 유지한 바 있다.
정종원 전 조흥은행장은 재임시절 국내 아이스하키의 발전을 위해 후원을 아끼지 않았다. 그는 1959년부터 1962년까지 제4대 대한아이스하키협회장을 역임하며 국내 동계스포츠 발전의 기틀을 마련했다.
행장 퇴임 직후 6개월 동안 록펠러재단의 초대를 받아 미국 유럽 시찰에 나섰다. 귀국 후 사단법인 법시사 운영에 최선을 다했다. 1977년 3월 12일 서울 중구 장충동 자택에서 노환으로 타계했다.

## 가족관계
정종원은 구한말 경기여고와 서울 사범대 출신의 교사였던 부인 신양정(신양숙)과 슬하에 2남 4녀를 뒀다. 두 사람 다 재혼이고 전 배우자들과의 사이에 자식들이 있다. 신양정은 정종원 사후 법시사 이사장과 법시 발행인을 역임했다. 장남 정운철은 하와이 최연소 부영사와 일본 고베 총영사를 역임했다. 정운철은 두산그룹 박용성과 동서 지간이다. 정운철과 박용성의 장인은 삼성물산 대표를 역임한 김선필이다.
막내 정운익은 하와이 오하나 퍼시픽 은행 초대 이사장을 역임했고 한국 여자 아이스하키 팀을 처음으로 직접 구성했다. 그는 대한아이스하키협회 부회장을 역임했고 국제아이스하키연맹 집행위원을 겸직했다. 정종원 행장 내외가 생전에 장충동 본가에서 키우며 마지막으로 안아 본 손녀가 정운익의 3녀인 뉴욕퀸이다.

## 교우관계
정종원은 1914~1918년 일본 유학 시절 송진우(동아일보 3대 사장), 최두선 (8대 국무총리), 장덕수 ( 보성전문 교수, 동아일보 이사), 신익희(독립운동가), 김연수(경성방직 삼양사 사장), 이광수 (소설가) 등과 교류했다. 이 같은 인맥을 바탕으로 정종원은 동아일보 경상북도 지역 창립발기인으로 참여했다. 당시 그는 정충원이란 이름을 쓰고 있어 동아일보 1970년 4월1일 13면 창간특집기사 '동아일보 발기인 명단'에 대구지역 발기인 정충원으로 기록됐다.

## 남북이산가족 위기
1945년 815해방 당시 정종원은 평안남도 순천군수로 재직 중이었다. 그러나 좌익세력은 그를 처단하겠다는 협박을 서슴지 않았다. 그는 홀몸으로 밤을 틈타 구사일생으로 월남했다. 그러나 부인과 2남 4녀가 남겨졌다.
부인 신양정은 감시망을 피해 대동강에서 나룻배를 얻어 서해바다를 거쳐 6일 만에 서울로 돌아왔다. 정종원은 하마터면 가족을 잃고 이산가족이 될 뻔했던 위기를 천신만고 끝에 넘겼다.
대구로 내려온 그에게 조병옥 경무부장이 경북경찰국장 자리를 권유했으나 부인의 완강한 반대로 공무원 복직을 단념했다.

## 조흥은행 5대 행장
정종원은 1947년 조흥은행에 입행했다. 윤호병 전 재무부장이 그를 조흥은행 취체역(이사) 겸 특수업무부장으로 추천해준 결과다. 그의 조카 정운용은 이미 41세였던 1945년 11월 조흥은행 2대 행장이자 해방 후 첫 한국인 행장으로 선임된 바 있다. 정종원은 초고속 승진을 거듭했다.
1949년 상무 승진 후 1950년에는 전무 자리에 올랐다. 1956년 10월 23일 드디어 조흥은행 5대 행장에 선임됐다. 그가 선임된 해인 1956년 3월3일 개장된 증권거래소에서 조흥은행은 종목번호 '00001'을 부여받으며 대한민국 최고령 기업이자 최초의 상장사가 됐다. 명실 공히 당시 국가를 대표하는 초우량기업이었다.
이로써 대구은행과 경상합동은행에서 27년갖 은행장을 역임한 정재학은 3남 정종원, 장손 정운용을 조흥은행장으로 배출하게 됐다. 3대에 걸쳐 은행장을 낸 사례는 정재학 가문 외에는 찾아보기 힘들다. 또한 대구은행과 경상합동은행에 대한 정씨 가문의 지분은 조흥은행 출범 당시 조흥은행 주식으로 변경됐다. 정종원과 정운용은 조흥은행 대주주로 남게 됐다.
조흥은행은 동일은행 한성은행의 통합으로 1943년 출범했고 앞서 1941년 경상합동은행은 한성은행에 흡수 합병된 바 있다.

## 조흥은행 경영권 경쟁
대구은행 설립자 정재학의 후손인 정종원(3남)과 정운용(맏손자)은 1957년 무렵 조흥은행의 주도권을 두고 동일은행계의 대주주였던 조선황실 외척인 민 씨 가문과 맞대결을 피할 수 없게 됐다. 조흥은행은 일제 말 동일은행과 경상합동은행을 흡수한 한성은행이 합병해 탄생한 은행이다. 따라서 양대 대주주인 경상합동은행(전 대구은행)계 정씨 집안과 동일은행계 민 씨 집안 가운데 어느 쪽이 주도권을 잡느냐가 관심사였다.
정재학의 3남 정종원이 조흥은행장으로 봉직하던 1957년 3월말 실시 된 귀속주입찰에서 민 씨 가문은 민덕기(조선맥주)를 중심으로 계성(주), 휘문재단, 영보합명회사 및 민병도 당시 조흥은행 전무 등의 지분을 합쳐, 7만8000 주를 확보하며 4만6000 주에 그친 정종원, 정운용 가문을 압도했다. 그러나 민 씨 가문의 주력 기업이었던 조선맥주의 경영악화로 인해 민 씨가문은 조흥은행 주식을 팔아 긴급자금을 마련해야 했다.
민 씨 가문은 1957년 하반기부터 1958년 상반기까지 조흥은행 주식을 대거 처분한다. 조흥은행에서 소수주주로 전락해버렸다. 그럼에도 불구 조선맥주은 주세체납 등으로 은행관리로 넘어가게 됐다. 앞서 민 씨 가문은 일제 강점기 당시 조흥은행 대표취체역(대표이사)으로 민규식을 배출한 바 있다. 일본인 행장이 따로 있었고 실권은 없는 자리였다. 이어 해방 후 초대 한국인 조흥은행장은 정재학의 손자인 정운용이 맡았고 정재학의 3남인 정종원이 5대 행장을 역임했다.

## 이병철의 등장
1950년대 중반 정재학 가문과 민영휘 가문의 조흥은행 최대주주 경쟁이 치열한 가운데 삼성그룹 창업주 이병철이 급부상한다. 이병철은 장내 외에서 조흥은행 주식을 대량 매수하여 무려 50%를 확보한다. 그뿐 아니라 한일은행 80%, 상업은행 30% 등 주요 시중은행 주식까지 대거 차지했다. 금융계를 독점하려는 재벌들의 치열한 경쟁이 시작된 것이다. 기타 은행 지분까지 사들이며 이병철은 전체 시중은행의 주식 50%를 확보하게 된다. 그럼에도 정종원 행장은 행장 자리를 유지했다.
정종원은 이병철마저 함부로 손을 댈 수 없을 정도로 정계 관계에 인맥이 두터웠다. 게다가 지역 갑부의 자식으로 태어나 자수성가한 이병철과 달리 정종원은 일제 강점기 내내 최고층 재벌2세로 성장한 초상류층이었다. 정종원행장은 1920년 동아일보 창간발기인(총 79명)으로 참여, 언론계와도 끈끈한 관계를 유지했다.
이병철은 정재학의 3남이자 조흥은행장인 정종원과 다각도로 교류하고 있었고 언론을 통해 정씨 가문에 대해 우호적인 입장을 내비치기도 했다. 이병철은 1956~1957년 진행된 은행 귀속주 불하과정에서 민 씨가문과 정씨가문 간 지분경쟁에서 정씨측에 힘을 실어줬다.
이병철은 당시 대구에서 서울 장충동1가 110번지로 거처를 옮겼다. 정종원 자택 인근이었다. 이웃이 된 이후 정종원과 이병철의 부인들은 친분이 두터워졌고 그로 인해 자손들은 유대관계를 맺어왔다. 정종원의 막내사위인 장유상 KDI정책대학원 교수 (전 보스턴대 교수)는 삼성 이병철 회장의 자문역을 맡으면서 삼성의 미국 진출에 기여했다.
정종원은 공교롭게도 1961년 5.16군사혁명 발발 보름 전 4년 반 동안 이어온 행장직에서 물러났다. 퇴임후 검찰이 추진한 3.15부정선거자금에 대한 특검에서 수사 대상에 올랐지만 공소조차 진행되지 못한 채 종결됐다. 그러나 군사혁명 발발 직후 이병철은 부정축재자로 몰려 시중 은행 주식을 모두 강제 환수당했다. 이병철은 조흥은행 70%, 한일은행 60% 등을 보유하고 있었다.
정부가 조흥은행 등 시중은행의 주식을 모두 거둬들이면서 주요 은행의 지배주주는 정부가 차지하게 됐다. 관치금융시대가 열린 것이다. 정부는 1960년 경제개발 5개년 계획을 수립하면서 금융산업을 통제하기로 결정했다. 경제성장을 위해 자금공급은 은행 자율보다 정부의 정책적 판단에 의해 좌지우지됐다.
정종원 행장이 5.16쿠데타 직전 은행경영 일선에서 물러난 것은 어쩌면 행운인지도 모른다. 박정희 정부는 은행을 정부 경제성장전략의 들러리로 전락시켰기 때문이다. 은행은 대출심사권을 통해 자본을 효율적으로 배분하는 사회적 역할이 있다. 하지만 과거 우리나라 은행은 그렇지 못했다. 시장은 철저히 통제됐고, 사실상 제대로 된 경영이란 찾아볼 수 없었다.
한편 박정희 정권은 새롭게 지방은행들을 설립하면서 이수그룹 창업주인 김준성에게 대구은행을 맡겼다. 현 대구은행은 조흥은행의 모태를 이룬 정재학의 대구은행과는 무관하다. 이름만 되풀이 썼을 뿐이다.

## 사단법인 법시사(法施社)
조국분단과 한국전쟁을 겪고 난 뒤 60년대에 들어서 처음으로 발간된 불교 잡지는 '법시(法施)'로서 1967년 9월 법시사에 의해 첫 호를 발간했다.
법시사는 1960년 10월 정종원 전 조흥은행장에 의해 발족됐다. 법시사는 '법시(法施)'를 사보형식으로 1967년 8월까지 29호까지 계간지 형태로 펴냈다. 1967년 법시는 잡지윤리강령에 의거하여 정식으로 공보처에 등록한 뒤 사보에서 잡지로 전환한다. 이에 따라 정식 등록한 잡지 '법시' 1호는 1967년 9월 발간됐다.
법시1호에는 미당 서정주 시인이 '무제'란 시를 특별 기고했다. 법시는 정종원 전 조흥은행장이 서거한 뒤에도 정 행장의 부인인 신양정 여사가 이사장을 맡은데 이어 정종원 전 조흥은행장의 후손에 의해 1990년 6월까지 발간됐다.
법시는 다른 불교전문 잡지들이 사찰 등의 후원을 받아 발행된 데 비해 선종불교에 심취한 정종원 전 조흥은행장이 이사장으로서 재정지원에 나서 눈길을 끌었다. 또한 김세련 전 한국은행총재, 문종건 전 조흥은행도 후원자로 참여했다. 불교계는 1960년 초부터 불교전문 잡지가 창간됐으나 법시를 1960년대 들어 최초의 발간된 불교잡지로 인정하고 있다. '법시'에 앞서 창간된 잡지들은 몇 해를 넘기지 못하고 폐간됐기 때문이다.
'법시' 창간 이후 1968년 11월 '법륜'이 선을 보였고, 1974년 '불광'이 창간된데 이어 1979년에는 '여성불교'가 탄생했다. 불교 잡지는 1980년대에 전성기를 누렸다. 1990년대에 접어들며 불교계의 미디어는 신문 쪽으로 이동한다. 다양한 불교신문들이 등장하면서 불교잡지들이 설 땅이 좁아지며 1990년대 초반 대부분 정간됐다.